# Brenton Rickard
Brenton Scott Rickard (Brisbane, 19 ottobre 1983) è un ex nuotatore australiano.

## Palmarès
- Giochi olimpici

Pechino 2008: argento nei 200m rana e nella 4x100m misti.
Londra 2012: bronzo nella 4x100m misti.
- Mondiali

Melbourne 2007: oro nella 4x100m misti, argento nei 200m rana e bronzo nei 100m rana.
Roma 2009: oro nei 100m rana e bronzo nella 4x100m misti.
Shanghai 2011: argento nella 4x100m misti.
- Mondiali in vasca corta

Indianapolis 2004: argento nei 50m rana, nei 100m rana, nei 200m rana e nella 4x100m misti.
Shanghai 2006: oro nella 4x100m misti, argento nei 100m rana e nei 200m rana.
Dubai 2010: bronzo nei 200m rana.
- Giochi PanPacifici

Victoria 2006: argento nei 100m rana e bronzo nella 4x100m misti.
Irvine 2010: argento nei 200m rana.
- Giochi del Commonwealth

Melbourne 2006: oro nella 4x100m misti, argento nei 200m rana, bronzo nei 50m rana e nei 100m rana.
Delhi 2010: oro nei 200m rana e nella 4x100m misti, argento nei 50m rana e bronzo nei 100m rana.